# Хармоничен осцилатор
Хармоничен осцилатор в класическата механика се нарича всяка система, която при отместване от нейното равновесно положение изпитва сила, връщаща я към равновесното положение. Осцилаторът създава (генерира) трептения, чрез въздействие по определен начин, върху тяло с една или повече степени на свобода в определена среда. В резултат на това се извършва движение – тялото се връща в изходната си позиция през равни интервали от време (осцилира). Математически осцилациите се описва чрез тригонометричните функции синус и косинус. Тъй като в математиката тези функции се наричат „хармонични“, движението осцилатора, се нарича хармонично.

## Примери
Светът е пълен с примери на хармонично движение:
- трептенията на струните на музикалните инструменти, движението на махалото, движението на въздушните молекули при преминаване на звукова вълна.
- електронните музикални инструменти синтезират звук чрез електрически генератори на трептения – например при адитивния синтез се сумират множество синусоидални трептения, за да се получи крайния звук, а при субтрактивния (най-евтин и най-често използван при аналоговите синтове), осцилаторите генерират правоъгълен, триъгълен или трионообразен електрически сигнал (тъй като са богати на хармоници), като се пускат през филтри, които изрязват част от хармониците и така се оформя специфичен тембър. Друга информация за осцилаторите – има и така наречените Low Frequency Oscilators (LFO), които генерират честоти под 10 Hz и са недоловими за човешкото ухо – те служат за контролиране на параметрите на звука, получен например при субтрактивния синтез – може да контролират амплитудата на сигнала по синусоидален закон, при който да се получи тремоло ефект или честотата, след което ще се получи вибрато или честотата на срез на филтрите, когато се получава така наречения „sweep“ ефект.

## Видове осцилации
Осцилациите биват затихващи и незатихващи. Периодичното движение се създава от сили, които преместват телата в някаква посока и възвратно в изходна позиция. Тъй като този процес не се провежда в идеална среда, а винаги има някакво съприкосновение с други частици (дисипация, триене), вследствие на което се отдава енергия, повечето от хармоничните движения са затихващи. Ако се внесе допълнителна външна енергия, загубите от триене или електрическото съпротивлението могат да се компенсират и да се постигнат незатихващи периодични осцилации.

## Математическо описание на движението
тяло закачено за пружина
махало
въртящо се махало
звукова вълна
морска вълна
предаване на хармонично движение по въже

## Уравнение за затихващо трептене
Разглеждаме тяло с маса m, окачено на пружина с еластичност к.
Тялото се намира в среда със съпротивление пропорционално на скоростта на движение с коефициент b. Движението се извършва само по координатната ос Х.
Формула за пружината:
{\displaystyle \mathbf {Fe=-k.x,Fe} } еластична сила на отблъскване на пружината
Формула за съпротивлението на средата:
{\displaystyle Fc=-b.{dx \over dt},Fc} – сила на съпротивление на средата
Закон на Нютон:
{\displaystyle F=m.a=m.{d^{2}x \over dt^{2}}}, където
{\displaystyle F} – сила, приложена върху тяло с маса м и ускорение а.
Уравнението за движението на тяло, окаченото на пружина е:
{\displaystyle \mathbf {F=Fe+Fc} }
{\displaystyle m.{d^{2}x \over dt^{2}}=-k.x-b.{dx \over dt}}
{\displaystyle m.{d^{2}x \over dt^{2}}+b.{dx \over dt}+k.x=0}
Това е диференциално уравнение от втори ред, описващо движението на хармоничен затихващ осцилатор.
Разделяме на m:
{\displaystyle {d^{2}x \over dt^{2}}+{b \over m}.{dx \over dt}+{k \over m}.x=0}
За да го решим преобразуваме:
{\displaystyle {d^{2}x \over dt^{2}}+{b \over m}.{dx \over dt}=-{k \over m}.x}
Ползваме помощна функция: {\displaystyle e^{{b \over m}.t}}